# Троссинген
Троссинген (нем. Trossingen) — город в Германии, в земле Баден-Вюртемберг.
Подчинён административному округу Фрайбург. Входит в состав района Тутлинген. Население составляет 15 310 человек (на 31 декабря 2010 года). Занимает площадь 24,20 км². Официальный код — 08 3 27 049.

## Музыка
В 2001 году (по другим данным, в 2002 году) в окрестностях города была обнаружена древнегерманская лира-арфа, датирующаяся VI веком н.э. Инструменты подобного типа встречаются во многих германских погребениях, например, в англосаксонском могильнике Саттон-Ху, однако троссингенская является одной из самых хорошо сохранившихся: сохранились, в том числе колки, струнодержатель и резьба на корпусе. Всего насчитывается 26 находок древнегерманских лир, восемь из них найдены в Великобритании, а семь — в Германии.
В 1857 году Маттиасом Хонером в Троссингене была основана компания-производитель музыкальных инструментов Hohner.

## Фотографии

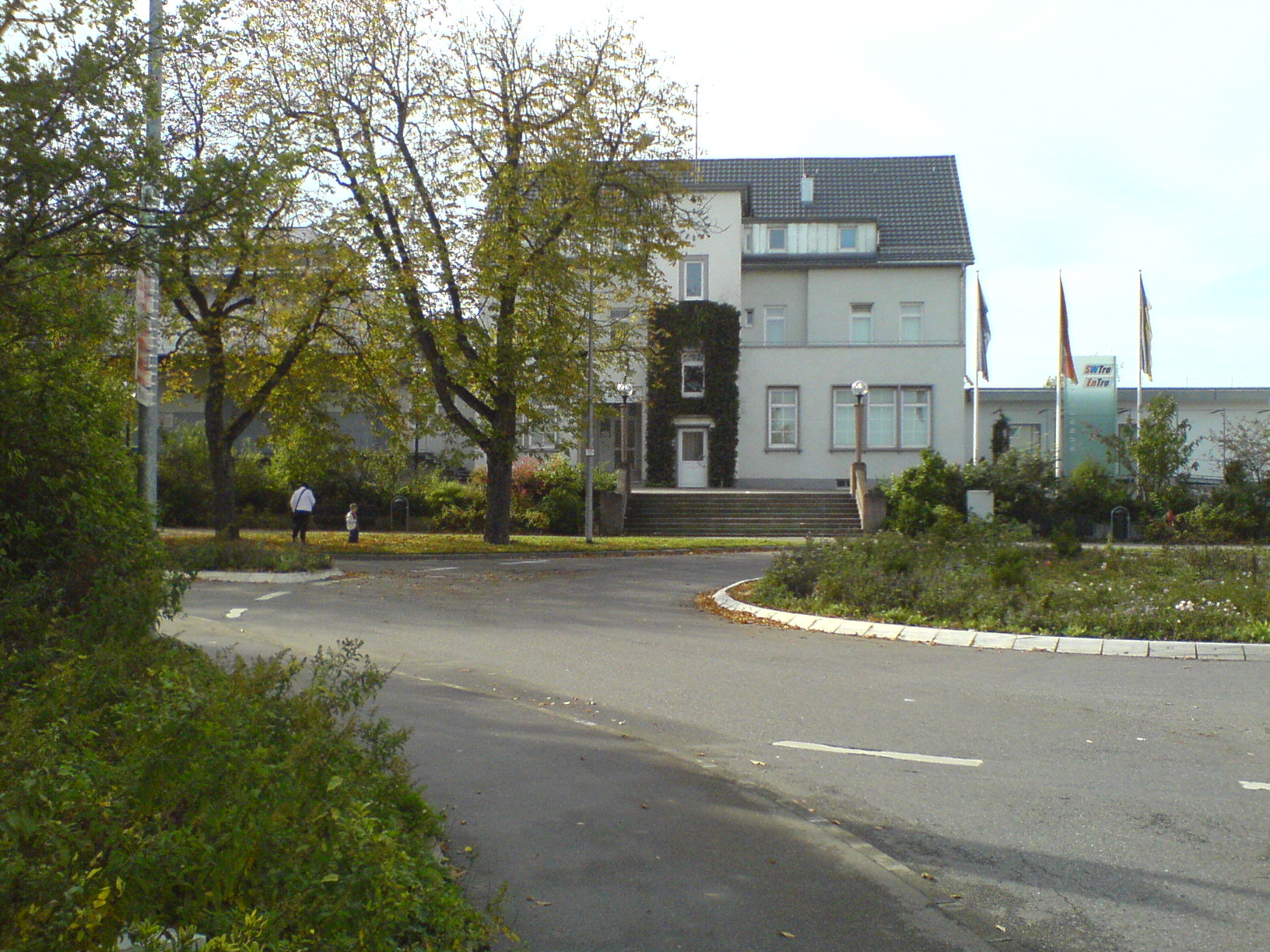
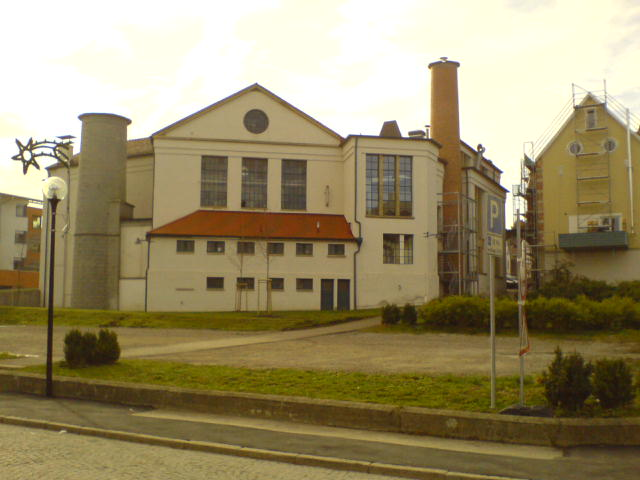
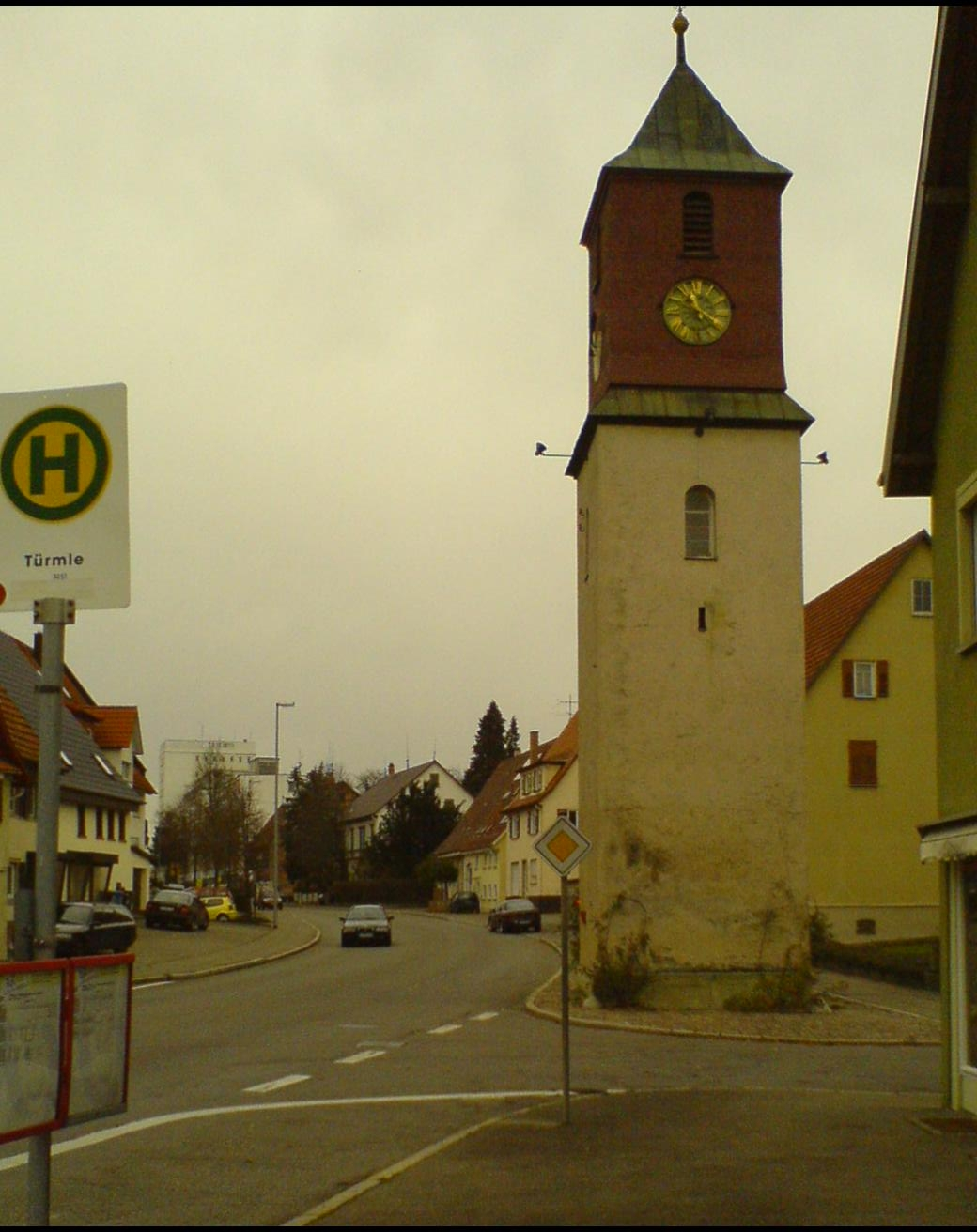
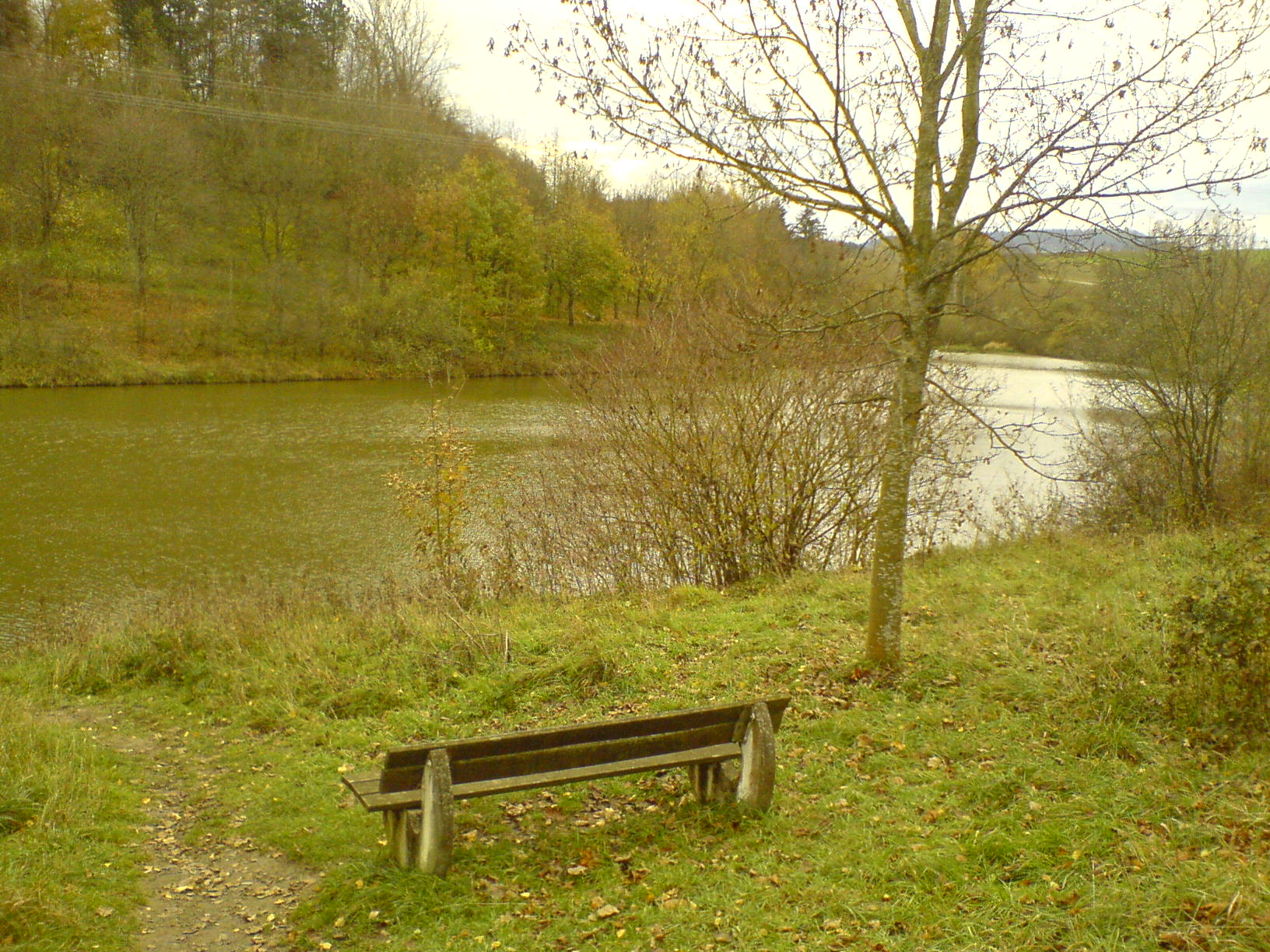